# Руссероль
Руссеро́ль (фр. Roussayrolles, окс. Rossairòlas) — коммуна во Франции, находится в регионе Юг — Пиренеи. Департамент — Тарн. Входит в состав кантона Кармо-2 Валле-дю-Серу. Округ коммуны — Альби.
Код INSEE коммуны — 81234.

## География

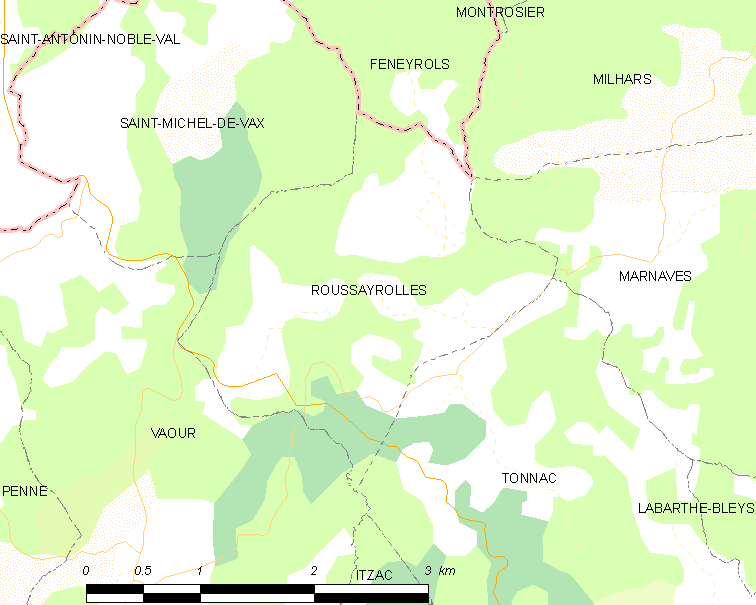
Карта коммуны

Коммуна расположена приблизительно в 530 км к югу от Парижа, в 65 км северо-восточнее Тулузы, в 32 км к северо-западу от Альби.
На северо-востоке коммуны протекает небольшая река Боннан (фр. Bonnan).

## Климат
Климат умеренно-океанический. Зима мягкая и дождливая, лето жаркое с частыми грозами. Ветры довольно редки.

## Население
Население коммуны на 2010 год составляло 71 человек.
| 1962 | 1968 | 1975 | 1982 | 1990 | 1999 | 2010 |
| ---- | ---- | ---- | ---- | ---- | ---- | ---- |
| 72   | 68   | 79   | 80   | 66   | 63   | 71   |

## Экономика
В 2007 году среди 37 человек в трудоспособном возрасте (15—64 лет) 24 были экономически активными, 13 — неактивными (показатель активности — 64,9 %, в 1999 году было 71,9 %). Из 24 активных работали 21 человек (10 мужчин и 11 женщин), безработных было 3 (2 мужчин и 1 женщина). Среди 13 неактивных 2 человека были учениками или студентами, 7 — пенсионерами, 4 были неактивными по другим причинам.